# Maharanga emodi
Maharanga emodi là loài thực vật có hoa trong họ Mồ hôi. Loài này được (Wall.) A. DC. mô tả khoa học đầu tiên năm 1846.